# Тебриз (станція)

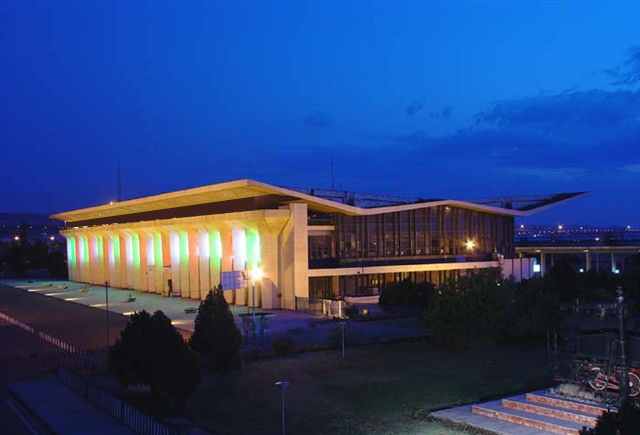
Вокзал станції Тебриз

38°04′19″ пн. ш. 46°13′40″ сх. д. / 38.07194° пн. ш. 46.22781° сх. д.
Станція Тебриз (перс. ايستگاه راه اهن تبریز) — вузлова залізнична станція у місті Тебриз, Східний Азербайджан, Іран.

## Пасажирський рух
Зі станції вирушають пасажирські поїзди до багатьох міст Ірану, через станцію курсує швидкий поїзд № 15/16 міжнародним сполученням Нахічевань — Тегеран — Мешхед, азербайджанського формування. Курсують прямі пасажирські та місцеві поїзди до Джульфи, Разі, Тегерана, Сельмаса, Мешхеда тощо.
Один раз на тиждень курсує пасажирський потяг іранського формування № 495, міжнародним сполученням Тебриз — Ван. Поїзд прямує до пірса на поромній переправі Ван — Тавтан на озері Ван.

## Напрямки
Від залізничної станції Тебриз прямують залізниці:
- Ван — Тебриз
- Тегеран — Тебриз
- Тебриз — Джульфа[de]

## Історія
Станція відкрита в 1916 році на першій в історії Ірану залізниці, яка сполучила перський Тебриз з російською Джульфою і була побудована російськими робітниками і інженерами в 1908—1916 роках.
В 1908 році було створено «Товариство Тавризької залізниці», одним із засновників якого виступив Обліково-позичковий банк Персії .. Почалися дослідження і будівництво залізничної лінії на Перській території.
Робочий трафік від Російської Джульфи до Тебриза було відкрито в 1915 році і затверджено «Положення про тимчасовий рух» до Тебриза. Загальна довжина колії склала 149 км.
Сучасна будівля залізничного вокзалу побудована за проєктом архітекторів Фернана Пуйона і Гейдара Гійяя. Проєкт виконано у стилі ар-деко. 1958 року була введена в промислову експлуатацію залізнична лінія до Тегерана завдовжки 748 км. Будівля вокзалу визнано національним надбанням — пам'ятником архітектури і містобудування Ірану